# Чарни-Ляс (Радомщанський повіт)
Чарни-Ляс (пол. Czarny Las) — село в Польщі, у гміні Житно Радомщанського повіту Лодзинського воєводства.
У 1975-1998 роках село належало до Ченстоховського воєводства.